# Marcel Waline
Marcel Waline foi um acadêmico francês, membro do Institut de France. Nasceu em Épernay no dia 1o de Outubro de 1900 e faleceu no dia 14 de Outubro de 1982.

## Biographia
Importante autor durante o período entreguerras, e considerado pai da teoria de liberdades publicas, foi um dos poucos autores a se opor claramente contra o regime Vichy. Ensinava a seus alunos que as leis de Vichy eram contrárias à tradição jurídica Francesa. 
Inspirou a decisão de 9 de Agosto de 1944 relativa à reimplementação do direito republicano no território Francês.
Danièle Lochak lembra que Marcel Waline  "foi um gaulista convencido, e que no seu Livro jubilar do Conselho de Estado, fala dessa "curiosa prudência na forma de certas decisões de se manifestarem contra discriminações". 
Gaulista, foi o único membro do comité consultativo constitucional praticante de direito, em 1958, e foi um dos relatores do Artigo 66 da constituição francesa – uma forma de Habeas corpus que instituiu a autoridade judiciária como garantia das liberdades individuais. 
Foi nomeado por Charles de Gaulle ao Consellho Superior da Magistratura em 1958, e ao Conselho Constitucional entre 1962 e 1971, antes de ser eleito, em 1970, para a Academia de Ciências Morais e Políticas, ao lado de Gabriel Puaux[2]. 

## Carreira Acadêmica
Doutor em Ciências Políticas em 1925 e em Direito em 1926, Marcel Waline foi encarregado do curso de direito da Faculdade de Poitiers à partir de 1927. Fez sua pós –graduação em 1928, e em 1931, tornou-se diretor do curso de Direito Administrativo. Também foi profesor de Direito Público ao lado de seu amigo Georges Vedel em Paris, onde fundou a Biblioteca de Direito Público. 
Em 1953, com René Cassin, fundou e co-redigiu a elaboração dos " Grands arrêts de la jurisprudence administrative (GAJA, em português, Grandes julgamentos da jurisprudência administrativa)", obra de referência incontestável. Publicada pela primeira vez pela editora Dalloz, em 1956, continha uma seleção de 114 julgamentos fundamentais de jurisprudencia. A obra tornou Waline um "dos maiores comentaristas jurídicos do século XX". 
Foi o autor de centenas de notas de jurisprudencia (384 foram escritas entre 1926 e 1984 e publicadas nas Notas de Julgamento de Marcel Waline), doutrinas, assim como dezenas de obras. Para Daniel Labetoulle, antigo presidente da seção de contencioso do Conselho de Estado, "as notas de Marcel Waline, solidamente ancoradas aos princípios de base e às grandes teorias do Direito Público, e audaciosamente direcionadas ao futuro, mantiveram, no início do século XXI, todo o interesse sobre elas. A espontaniedade, vigor, e o rigor das obras lhes evitaram as rugas." [1][2]

## Obras importantes
La Notion judiciaire de l'excès de pouvoirs : l'excès de pouvoirs du juge, Paris, éd. Dalloz, 1927
Manuel élémentaire de droit administratif, puis Traité de droit administratif, Paris, éd. Sirey, 1936 a 1970
Défense du positivisme juridique, Paris, Archives de philosophie du droit, 1939
Les Partis contre la République, Paris, éd. Rousseau, 1948
L'Individualisme et le droit, Paris, éd. Domat-Montchrestien, 1949
Les Grands arrêts de la jurisprudence administrative, Paris, éd. Dalloz, 1956 (préface, avec René Cassin)
Précis de droit administratif, Paris, éd. Montchrestien, 1969
Notes d'arrêts de Marcel Waline (3 tomes), Paris, Dalloz